# Golondrino Pérez
Golondrino Pérez es una serie de historietas creada por Guillermo Cifré para el semanario "Tío Vivo" en 1957.

## Trayectoria editorial
Golondrino Pérez fue uno de los nuevos personajes que Cifré creó en 1957 para la aventura autogestionaria de "Tío Vivo", junto a Rosalía y El sabio Megatón.
Ocupaba media página y duró más de un año, hasta 1958.

## Argumento y personajes
Golondrino Pérez es el protagonista absoluto de estas historietas. El investigador Juan Antonio Ramírez lo clasifica entre los solterones, junto a otros personajes de la Escuela Bruguera como Cucufato Pi (1949), Pilaropo (1956), Rigoberto Picaporte (1957), Floripondia Piripí (1958), Lidia (1958) y Guillermo el Conquistador (1958), caracterizados por su insatisfacción sexual.
Golondrino Pérez es un hombrecillo calvo y con bigote, muy similar en ello a Cucufato Pi, pero de un romanticismo todavía más trasnochado, hablando siempre en verso.